# Hermann Martens
Hermann Martens (* 16. April 1877 in Elsterberg; † 1916) war ein deutscher Radrennfahrer. 1908 gewann er eine olympische Silbermedaille in der Mannschaftsverfolgung.
Nachdem Martens erst 1902 mit dem Rennsport angefangen hatte, gewann der für den Berliner Bicycle-Club Germania startende Fahrer bereits 1903 sein erstes Rennen. 1904 siegte er in 17 Rennen und belegte 18 Mal den zweiten Platz; 1905 und 1906 war er Deutscher Meister über 25 Kilometer. Insgesamt hatte er vor seinem Olympiastart 49 Siege erkämpft.
Bei den Olympischen Spielen 1908 in London trat er in allen sieben Disziplinen an. Im 100-Kilometerrennen gab er auf, in fünf weiteren Wettbewerben schied er in der ersten Runde aus. Lediglich in der Mannschaftsverfolgung, die 1908 über 1980 Yards, etwa 1810 Meter, ausgetragen wurde, siegte er in der ersten Runde zusammen mit Max Götze, Rudolf Katzer und Karl Neumer über den französischen Vierer. Nach dem Halbfinalsieg gegen die Niederländer unterlag der deutsche Vierer im Finale gegen die Briten. 